# 理論上完美的男人
《理論上完美的男人》為韓國JTBC的綜藝節目，由申東燁、金希澈主持，根據理論上每個人心目中完美的另一半都在地球上的某個地方生活著，因此節目招募志願報名者並遞繳自己的履歷，由專家們透過科學系統的方法分析報名者的履歷並進行取向匹配。原為中秋連休的試播節目，2017年10月13日起轉為正式節目。

## 志願者報名申請辦法
- 至製作組指定官網填寫相關資訊後，待製作組聯繫：
  - 女性志願者填寫網站 （页面存档备份，存于）
  - 男性志願者填寫網站 （页面存档备份，存于）

## 節目命名原因
- Perfect on Paper指的是（戀愛履歷上）與個人生活方式或個人價值觀等方面相符合的戀愛對象。

## 固定嘉賓
- 曹勝延（語言專家），出演試播集。
- 徐珉（寄生蟲博士），出演試播集。
- 白慧京（心理學博士、性醫學專家），出演試播集與1、2集。
- 姜東宇（心理學博士、性醫學專家），出演試播集與1、2集。
- 金志勇（精神健康醫學專家），出演第3集－第10集。
- 金寶藍（律師，專攻離婚領域），出演第3集－第10集。
- 弘益大學姜信鎮教授研究團隊（感情分析系統）。

## 節目進行方式
1. 製作單位依照女性委託人填寫的事前三個問題進行篩選，最後篩選出八名候選的男性；但女性委託人在節目結束以前將不會看到任何候選男性的面容、基本資訊等，亦只能聽到候選男性的變聲後聲音。
2. 隨機公開男性的職業、年齡／戀愛次數、特殊備註事項[註 1]；但若男性遭淘汰時會公布此男人正確之職業、年齡、特殊備註事項。
3. 公開八名候選的男性的真面目。
4. 第一輪《取向配對》：根據委託人的特質，研究人員提出適合委託人的數十個取向問題，由委託人與八位候選男性選擇○或Ｘ，若與委託人的選擇一致則配對率會上升，此輪最終會淘汰配對率最低的三名男性。
5. 第二輪《感覺配對》[註 2]：
  1. 視覺：女性委託人可要求看候選男性的任一身體部位，由主持人以手機特寫拍攝（其他部位則會以紙板阻擋），並從中選出一名最佳候選男性進入決賽。
  2. 聽覺：女性委託人此輪可聽到候選男性真正的聲音（可與每位男性各自對話／提問一分鐘），並從中再選出一名最佳候選男性進入決賽。
  3. 觸覺：女性委託人選定可以接受的身體接觸，並由候選男性們親自執行（但女性委託人須戴類似遮陽的阻擋裝置；後期改為雙方坐於同沙發上，但中間以簾幕遮擋）；最後女性委託人再從中再選出一名最佳候選男性進入決賽。
6. 最後一輪[註 3]：螢幕上顯示數個與候選男性們相關的關鍵字，由女性委託人剔除不要的關鍵字，剔除的同時，與該關鍵字相同的候選男性則淘汰。

## 各集內容
| 集數 | 播放日期       | 嘉賓              | 委託人     | 最終理完男 |
| ---- | -------------- | ----------------- | ---------- | ---------- |
| 試播 | 2017年10月2日  | 韓惠軫            | 林多妍女士 | 盧吉模先生 |
| 1    | 2017年11月10日 | Lady Jane、DinDin | 尹素英女士 | 李東樺先生 |
| 2    | 2017年11月17日 | Lady Jane、DinDin | 張慧琳女士 | 黃G2先生   |
| 3    | 2017年11月24日 | Lady Jane、DinDin | 金雅琳女士 | 金民錫先生 |
| 4    | 2017年12月1日  | Lady Jane、神童   | 劉惠利女士 | 朴勝浩先生 |
| 5    | 2017年12月8日  | Lady Jane、DinDin | 朴恩敏女士 | 李在民先生 |
| 6    | 2017年12月15日 | Lady Jane、DinDin | 金杜利女士 | 朴浩英先生 |
| 7    | 2017年12月22日 | Lady Jane、DinDin | 崔敏智女士 | 鄭俊浩先生 |
| 8    | 2017年12月29日 | Lady Jane、DinDin | 李泫雅女士 | 鄭熙秀先生 |
| 9    | 2018年1月5日   | Lady Jane、DinDin | 李新夏女士 | 姜炫起先生 |
| 10   | 2018年1月12日  | Lady Jane、DinDin | 金莎朗女士 | 金相赫先生 |

## 收視率
- 最高收視率以 紅色表示, 最低收視率以 藍色表示。

| 集數 | 日期       | AGB 付費平台收視率 |
| 2017 | 2017       | 2017               |
| ---- | ---------- | ------------------ |
| 1    | 2017/11/10 | 1.656%             |
| 2    | 2017/11/17 | 1.472%             |
| 3    | 2017/11/24 | 1.529%             |
| 4    | 2017/12/01 | 1.167%             |
| 5    | 2017/12/08 | 1.357%             |
| 6    | 2017/12/15 | 1.155%             |
| 7    | 2017/12/22 | 1.359%             |
| 8    | 2017/12/29 | 1.127%             |
| 2018 |            |                    |
| 9    | 2018/01/05 | 1.286%             |
| 10   | 2018/01/12 | 1.533%             |

## 備註
1. ↑  本節目以排除男人的外在因素（例如：外貌、身材、金錢、地位等），替女性尋找理論上完美的男人，因此為隨機排列。
2. ↑  試播集除了下列三種外，還有一項是「味覺」，由製作單位事前要求候選男性換上同樣衣物，並當場進行同樣運動後，再由將衣物放入密封罐；節目中再由女性委託人嗅聞後，選出一名最佳候選男性進入決賽。
3. ↑  試播集則是採用天空上灑下數十張和女性委託人相關的關鍵字，由最終候選候選男性們爭奪，並找出自己與女性委託人想法相同之關鍵字，每一個關鍵字均會再針對候選男性檢驗是否為真話。
4. ↑  理論上完美的男人 。
5. ↑  26歲，研究生、游泳選手，單身3年。
6. ↑  27歲，居住於釜山的汽車銷售員，副業為開了一間雪蟹店。
7. ↑  韓醫師（專長為針灸）。
8. ↑  31歲，韓醫師，合氣道高手。
9. ↑  27歲，牙齒衛生師。
10. ↑  即Kevin G2 Hwang，韓國知名Rapper。
11. ↑  33歲，幼稚園老師。
12. ↑  32歲，皮膚科醫師。
13. ↑  DinDin有事，改由神童代班。
14. ↑  魔術師。
15. ↑  29歲，職業高爾夫選手、兼職模特兒；當兵時與玄彬是好朋友，退伍後又教玄彬打高爾夫。
16. ↑  25歲，皮拉提斯講師。
17. ↑  韓國《國民日報》平面設計師，過去戀愛經驗7～8次，副業為化妝品業CEO，生理特徵為喉結很大（MC們與字幕組常以此為焦點）。第一集（編號E1-2）配對失敗，本集（編號E5-2）配對成功。
18. ↑  音樂劇演員，血型為O型。
19. ↑  韓醫生，血型為B型，前職為上門推銷員。
20. ↑  1.崔敏智女士為33歲，職業為花匠，副業為晚上營運酒吧。
 
2.前一集金杜利女士最好的朋友，金杜利女士推薦她來參與節目錄製。
21. ↑  1.26歲，血型為B型，職業為花匠，住在清潭洞一帶，業餘拳擊優勝，有4台跑車，曾經前往自駕歐洲旅行一週，創立馬術社團，高中時曾擔任過學生會會長，過去曾有8次戀愛經驗，最長戀愛期為2個月。

2.過去幾集（編號E2-2、編號E3-2、編號E4-2、編號E6-2）配對失敗，本集（編號E7-2）配對成功。
22. ↑  本集起為了聽覺配對，製作組啟用最新裝備ASMR，在一端對模型人頭說話，人頭內的高靈敏度麥克風（連呼吸聲都會收錄）會即時收音，而另一端就透過耳機可以聽到，宛如真實到耳邊說悄悄話的感受，且具有刺激大腦安定心的設備。
23. ↑  本集觸覺配對，為了滿足委託人的要求（男性對其背後擁抱），因此特別將簾幕拆除。
24. ↑  舞蹈演員，興趣是手工皮革製作和運動，喜歡喝燒啤（由燒酒與啤酒混合的酒類），健身大賽冠軍。
25. ↑  26歲，時尚模特兒（工作地點在香港與韓國兩地），燒啤比例為1：2，馬術選手出身。
26. ↑  本集配對為了滿足委託人的要求，因此特別新增男性徒手擊破瓦的測試與男性彈委託人額頭測試。
27. ↑  24歲，職業高爾夫選手，平時進行兒童高爾夫教學，大學主修經營學系。喜歡看運動題材的漫畫（包含網路漫畫）；平常喜歡沒事就找身為舞台設計師的媽媽聊天（與媽媽像好朋友般的關係）。
28. ↑  28歲，飛機設計工程師，距離女主角居住的城市約16公里，曾獲得廣播寫作競賽第一名，Red Velvet澀琪的狂粉。
29. ↑  鄭容和、鄭雨盛於發簡訊報名的影片片段特別出演。
30. ↑  本集為藝人特集，朱宇宰（模特）、金相赫（朝鲜语：김상혁）（歌手）、曹準好（柔道教練）、神童、Robin Deiana（綜藝人）、Okyere Samuel（綜藝人）、BIGONE（Rapper）、楊尚國（朝鲜语：양상국）（搞笑藝人）等人均為候選男性之一。
31. ↑  本集配對為了滿足委託人的要求，因此事前量測男性一分鐘伏地挺身個數。
32. ↑  本集特別將不匹配的男性們，全部送往另一房間，繼續進行拍攝。
33. ↑  歲，2017年韓國小姐「美」（第三名；第一名為「真」，第二名為「善」）出身，國立芭蕾舞團的芭蕾舞演員，平時最喜歡吃五花肉和甜品，興趣是打棒球。
34. ↑  35歲，歌手，現為餐飲業代表，同時經營旅行社，一分鐘伏地挺身74次，擁有800冊漫畫書。

## 外部連結
- 官方網站 （页面存档备份，存于）
- 理論上完美的男人的Facebook專頁
- 理論上完美的男人的Instagram帳戶
- 理論上完美的男人的X（前Twitter）